# Folkomröstningen om högertrafik i Sverige 1955
Folkomröstningen om högertrafik hölls den 16 oktober 1955. 82,9 procent röstade då för fortsatt vänstertrafik. Valdeltagandet var lågt.

## Bakgrund
Förslag om att Sverige skulle införa högertrafik hade kommit i riksdagen redan under 1920-talet. En vägtrafikutredning föreslog 1935 att högertrafik skulle införas. En offentlig utredning blev klar under kriget och föreslog också en omläggning. Lagutskottet menade dock 1945 att det efter kriget fanns viktigare reformer att ta itu med och att en omläggning inte hade folkligt stöd. Partierna var splittrade och utskottet föreslog att ett eventuellt beslut skulle avgöras genom folkomröstning. Beslutet att införa högertrafik gick igenom i första kammaren men inte i andra kammaren.
När lagutskottet åter tog upp frågan 1953 hade den internationella trafiken ökat snabbt och utskottet föreslog att en kommitté skulle utreda frågan. Utredningen kom fram till:
- Att det inte gick att säga att vägtrafiken i Sverige skulle vara farligare än i länder med högertrafik
- Att det inte gick att avgöra om det är säkrast att ha ratten till höger eller vänster i bilen
- Att utländska förares ovana vid vänstertrafik endast motsvarade några promille av trafikolyckorna
- Att det inte gick att avgöra om högertrafik i sig var mer trafiksäkert än vänstertrafik
- Att högertrafiken i våra grannländer ändå innebar att Sverige bör införa högertrafik

## Politisk oenighet
Remissinstanserna var också splittrade i frågan samtidigt som frågan hade stor inverkan på vanliga människor och kommunikationsminister Sven Andersson föreslog därför en folkomröstning.
Inför folkomröstningen utsåg regeringen en folkomröstningsnämnd som dels skickade ut en broschyr till alla hushåll, dels såg till att de två linjerna organiserade sig.
I april 1955 organiserade sig Kommittén för högertrafikfolket, vars ledning bestod av riksdagsledamöter från alla demokratiska partier men främst Högerpartiet och Folkpartiet samt representanter för intresseorganisationer som KAK, Motorförarnas Helnykterhetsförbund, Motormännens riksförbund med flera. I maj bildades Vänstertrafikkommittén som bestod av riksdagsledamöter från alla partier men främst från socialdemokraterna och bondeförbundet. Denna hade inga band till några intresseorganisationer men kan sägas ha haft ett moraliskt stöd från Lasttrafikbilägareförbundet, Transportarbetareförbundet och Droskbilägareförbundet. Till skillnad från högertrafikfolket lyckades vänstersidan bygga upp en omfattande läns- och lokalorganisation.

## Folkomröstningen och resultatet
Folkomröstningen hölls den 16 oktober 1955 och vänstersidan vann med 82,9 procent medan högersidan endast fick 15,5 procent och 1,6 procent av rösterna var blanka. Valdeltagandet var dock lågt, 53,2 procent vilket kan jämföras med valdeltagandet i andrakammarvalet 1956 där 79,8 procent deltog.

## Efter folkomröstningen
Därefter dröjde det till 1960 innan riksdagsledamöter åter motionerade om införande av högertrafik. Kommunikationsminister Gösta Skoglund tillsatte en utredning som senare rekommenderade högertrafik. Inom regeringen och inom den socialdemokratiska riksdagsgruppen hade stödet för högertrafik ökat och den 8 mars 1963 föreslog den socialdemokratiska regeringen i en proposition för riksdagen, tvärtemot folkviljan i folkomröstningen, att högertrafik skulle införas.

### Beslut om högertrafik ändå
Partierna var dock fortfarande splittrade och ledamöter från nästan alla partier krävde en ny folkomröstning. Lagutskottet avvisade kraven på ny folkomröstning och statsminister Erlander betonade att folkomröstningen endast varit rådgivande. Åsikten att en folkomröstning endast kan upphävas vid en ny folkomröstning har förekommit även i kärnkraftsdebatten men saknar stöd i grundlagen.
Den avslutande debatten hölls den 10 maj 1963, med fyra timmars debatt i första kammaren och nio timmars debatt i andra kammaren. Röstsiffrorna blev 119 ja mot 16 nej i första kammaren och 175 ja mot 34 nej i andra.